# Арсен Почхуа
Арсен Почхуа е грузински художник (гравьор и график) и музикант.
В България е популярен сред средното и най-младото поколение дърворезбари, които в процеса си на обучение и усъвършенстване създават копия на негови творби.

## Биография
Арсен Почхуа е роден на 22 август 1923 г. в град Кутаиси (Грузия).
През 1944 – 1949 г. учи в оркестровия факултет на Тбилиската държавна консерватория „В. Сараджишвили“ – в класа по виола. През 1945 – 1982 г. работи като музикант в Държавния симфоничен оркестър на Грузия и като преподавател по виола и камерен ансамбъл в Тбилиското музикално училище „Д. Аракишвили“.
През 1946 г. художникът Ладо Гудиашвили се запознава с графиките на Почхуа и го кани да участва в изографисването на Квашетската църква.
През 1951 г. Почхуа участва в републиканския конкурс за плакат и печели Първа награда. Впоследствие участва в още няколко републикански и общосъветски изложби на плакати. През 1955 г. Почхуа за пръв път излага на общата републиканска изложба свои творби в резбова техника – резба върху чемшир и седеф. През 1960 г. става член на Съюза на художниците на СССР. През 1978 г. по покана на стъкларския завод в Кутаиси Почхуа започва творческите си експерименти с резба върху кристално стъкло – в стила на национално характерния пластичен орнамент.
През 1982 г. Почхуа се установява в родния си град Кутаиси. Почива през 2001 г.

## Самостоятелни изложби
- 1977 г. – Кутаиси, в Градската галерия;
- 1978 г. – Тбилиси;
- май – юни 1982 г. – Москва;
- декември 1982 г. – март 1983 г. – Москва, в залите на Общоруското дружество за защита на природата;
- май – септември 1983 г. – Новосибирск.

## Албуми
През 1972 г. излиза буклет с 10 цветни фотографии на негови творби – резба върху чемшир. През 1976 г. издателство „Хеловнеба“ (Тбилиси) издава албум с 84 творби на Почхуа с анотации на грузински, руски и английски език. Предговорът е написан от Ладо Гудиашвили. През 1987 г. същото издателство издава друг албум с новите творби на Почхуа, като освен резба върху чемшир, кост и кристално стъкло са включени и негови графики; в този албум анотациите също са на 3 езика.